# Faryny (gromada)
Faryny – dawna gromada, czyli najmniejsza jednostka podziału terytorialnego Polskiej Rzeczypospolitej Ludowej w latach 1954–1972.
Gromady, z gromadzkimi radami narodowymi (GRN) jako organami władzy najniższego stopnia na wsi, funkcjonowały od reformy reorganizującej administrację wiejską przeprowadzonej jesienią 1954 do momentu ich zniesienia z dniem 1 stycznia 1973, tym samym wypierając organizację gminną w latach 1954–1972.
Gromadę Faryny z siedzibą GRN w Farynach utworzono – jako jedną z 8759 gromad na obszarze Polski – w powiecie szczycieńskim w woj. olsztyńskim na mocy uchwały nr 27 WRN w Olsztynie z dnia 4 października 1954. W skład jednostki weszły obszary dotychczasowych gromad Faryny i Borki Rozoskie ze zniesionej gminy Rozogi oraz obszar dotychczasowej gromady Długi Borek ze zniesionej gminy Świętajno w tymże powiecie. Dla gromady ustalono 9 członków gromadzkiej rady narodowej.
Gromadę zniesiono 1 stycznia 1958, a jej obszar włączono do gromad: Rozogi (wsie Borki Rozoskie, Kokoszki, Lipniak, Wysoki Grąd i Faryny oraz leśniczówki Faryny i Sarna) i Świętajno (wieś Długi Borek, osadę Brzózki i leśniczówkę Myszadło) w tymże powiecie.